# Indicizzazione (motori di ricerca)
Per indicizzazione si intende l'inserimento di un sito web o un blog nel database di un motore di ricerca. L'indicizzazione di un sito internet, in altre parole, è il modo in cui il sito viene acquisito e interpretato dai motori di ricerca e quindi compare nelle loro pagine di risposta alle interrogazioni degli utenti web.
Diversa cosa è il posizionamento, che è invece un'azione volta a determinare che un sito compaia in una specifica posizione nelle pagine di risposta dei motori (cioè nelle prime posizioni).

## Operazioni dei motori di ricerca

### Registrazione dei siti
Dal lato dei motori di ricerca, l'indicizzazione dei siti web/blog è la loro prima e fondamentale operazione. In realtà questa fase è preceduta dalla scansione delle pagine web pubbliche, che avviene periodicamente (e in automatico) da parte dei principali motori, a patto che le pagine rispettino determinati requisiti di progettazione web e di qualità. Successivamente potrà avvenire la fase di posizionamento, che è quella di cui si occupano gli esperti di ottimizzazione. L'indicizzazione è solo una delle tre fasi necessarie (scansione per trovare contenuti web, indicizzazione per assimilarli e posizionamento per stabilire come e dove siano ricercabili), tutte e tre ben distinte tra di loro, ed è importante non fare confusione nel considerarle. Ad esempio, l'indicizzazione è solo la parte necessaria perché le pagine del sito siano visibili sui motori, ma non è solitamente sufficiente perché il sito sia reperibile una ricerca arbitraria.
Dopo averli registrati, i motori di ricerca scansionano periodicamente i siti presenti nei propri archivi per verificare eventuali aggiornamenti: tramite particolari programmi chiamati spider (letteralmente "ragni", nel senso che essi attraversano la "ragnatela" di collegamenti con cui si raffigura simbolicamente il web), entrano in un sito e ne incominciano a leggere il markup HTML, alla ricerca di eventuali modifiche del contenuto o della struttura. Quando uno spider trova un link a un'altra pagina del sito o ad un altro sito, analizza anche quest'ultimo di conseguenza.
Quando il motore di ricerca termina la lunga operazione di scansione dei siti già presenti in archivio comincia a scansionare tutti i siti proposti dai webmaster tramite il servizio add url (segnala un sito) che si trova in tutti i motori di ricerca. Questo sistema è oramai obsoleto: è preferibile fare uso di strumenti più moderni per monitorare il proprio sito, come ad esempio la Search Console di Google.
Il sito non viene indicizzato, totalmente o in parte, se nel markup HTML sono presenti istruzioni come <meta name="robots" content="noindex">, oppure, in caso di foto, <meta name="robots" content="noimageindex">; se invece non è specificato nulla al riguardo, viene indicizzato l'intero contenuto della pagina Web.
Ad eccezione dei meta tag ROBOTS, i metadati HTML hanno un'utilità minima per il posizionamento dei siti nei motori di ricerca, che si basano "sul testo contenuto nella pagina stessa, sulla popolarità del sito web e su diversi altri parametri".

### Classificazione dei siti
Dopo aver scansionato la rete e quindi indicizzato (nel senso di raggruppato) una grandissima mole di pagine web, il motore di ricerca passa alla seconda fase: classificarle e posizionarle in base a delle parole chiave che rispecchino il più possibile il sito. In questo modo i motori di ricerca, tramite particolari algoritmi, assicurano ai loro utenti contenuti validi e aggiornati. Ogni motore utilizza algoritmi particolari, come il PageRank di Google, che attribuisce ad una pagina un'importanza che dipende dal numero di collegamenti che puntano a tale pagina dagli altri siti internet.
Ultimamente i motori di ricerca tendono a penalizzare, ma non sempre, l'uso di segnalazioni/indicizzazioni automatiche tramite software.
Indicizzazioni ripetute della stessa pagina vengono considerate spam.
I tempi di indicizzazione di un sito internet possono variare da poche settimane ai tre mesi.

### Diritto italiano
Una sentenza del Tribunale di Roma emessa il 23 marzo 2011, ha condannato un motore di ricerca per aver pubblicato link a siti web peer-to-peer che consentono lo streaming di film coperti da copyright.

### Fattori di progettazione dell'indice
I fattori principali nella progettazione dell'architettura di un motore di ricerca includono:
Unisci fattori
Come i dati entrano nell'indice o come le parole o le caratteristiche dell'oggetto vengono aggiunte all'indice durante l'attraversamento del corpo del testo e se più indicizzatori possono funzionare in modo asincrono. L'indicizzatore deve prima verificare se sta aggiornando il vecchio contenuto o aggiungendo nuovo contenuto. L'attraversamento è in genere correlato alla politica di raccolta dei dati. L'unione dell'indice del motore di ricerca è simile nel concetto al comando SQL Merge e ad altri algoritmi di unione.
Tecniche di archiviazione
Come memorizzare i dati dell'indice, ovvero se le informazioni devono essere compresse o filtrate.
Dimensione dell'indice
Quanta memoria del computer è necessaria per supportare l'indice.
Velocità di ricerca
La velocità con cui una parola può essere trovata nell'indice invertito. La velocità di trovare una voce in una struttura di dati, rispetto alla rapidità con cui può essere aggiornata o rimossa, è un obiettivo centrale dell'informatica.
Manutenzione
Come viene mantenuto l'indice nel tempo.
Tolleranza ai guasti
Quanto è importante che il servizio sia affidabile. I problemi includono la gestione del danneggiamento dell'indice, la determinazione se i dati non validi possono essere trattati isolatamente, la gestione di hardware difettoso, partizionamento e schemi come il partizionamento basato su hash o composito, nonché la replica.